# گویش یهودی-شیرازی
گویش یهودی-شیرازی گویشی از گویش‌های استان فارس است و اغلب توسط یهودیان ایرانی ساکن شیراز و اطراف استان فارس صحبت می‌شود.

## کلمات
لیست زیر تعدادی از کلماتی را نشان می‌دهد که تفاوت گویش یهودی-شیرازی را از لهجه اصفهانی مشخص می‌کند.
| فارسی   | اصفهان | یهودی-شیرازی |
| ------- | ------ | ------------ |
| بزرگ    | bele   | gonde        |
| سگ      | kuδe   | keleb        |
| گربه    | meli   | gorbe        |
| پیراهن  | perhan | piran        |
| انداختن | xuϑ    | ba-          |

## برای مطالعهٔ بیشتر
1. Lazard, Gilbert. 1968. La Dialectologie du Judeo-Persan. Studies in Bibliography and Booklore 8. 77-98.